# Prêmio Origins
O Prêmio Origins (Origins Award em inglês) é uma premiação estadunidense por obras de destaque na indústria de jogos. Eles são apresentados anualmente pela Academy of Adventure Gaming Arts and Design na Origins Game Fair em Columbus, Ohio desde 1975. 
Os prêmios são concedidos aos melhores jogos recém-lançados no ano anterior em várias categorias (tabuleiros, cartas, card games, role-playing game, etc.), mas também para outros produtos da indústria de jogos, como miniaturas e outros acessórios, bem como revistas de jogos. Além desse, há também o Vanguard Award para inovações especiais (desde 2003), o Gamer's Choice (via voto popular) e um hall da fama.
O Prêmio Origins é comumente referido como Calíope, pois a estatueta é semelhante à musa de mesmo nome. Os membros da Academia frequentemente encurtam esse nome para "Callie".

## História
Originalmente, o prêmio Charles S. Roberts e o Origins eram a mesma coisa. A partir de 1987, o Charles S. Roberts passou a ser dado isoladamente, se dividindo inteiramente em 2000, deixando o Origins como uma premiação completamente separada. Em 1978, a premiação também sediou a entrega do prêmio H. G. Wells de 1977 para jogos de RPG e jogos de miniaturas.

## Categorias
O prêmio Origins era apresentado originalmente na Origins Game Fair em cinco categorias: Melhor Jogo Profissional, Melhor Jogo Amador, Melhor Revista Profissional, Melhor Revista Amadora e Hall da Fama dos Jogos de Aventura.
Desde a primeira cerimônia, as categorias de jogos foram ampliadas para incluir jogos de tabuleiro (tradicional, histórico e abstrato), jogos de cartas (tradicional e comercial ), jogos de miniaturas (histórico, ficção científica e fantasia), jogos de RPG e jogos por correspondência. Existem também categorias adicionais para design gráfico, expansões, acessórios e para ficção relacionada a jogos. Durante as décadas de 1980 e 1990, também foram concedidos prêmios a jogos de computador. A partir de 2003, a premiação iniciou uma nova categoria chamada Vanguard Award, que representa jogos altamente inovadores.

## Hall da fama

### Membros
- Aaron Allston
- Dave Arneson
- Richard Berg
- Jolly R. Blackburn
- Larry Bond
- Gerald Brom
- Darwin Bromley
- Bob Charrette
- Frank Chadwick
- Vlaada Chvátil
- Loren Coleman
- Greg Costikyan
- Liz Danforth
- James F. Dunnigan
- Larry Elmore
- Mike Elliott
- Don Featherstone
- Nigel Findley
- Richard Garfield
- Don Greenwood
- Ed Greenwood
- Julie Guthrie
- E. Gary Gygax
- Tracy Hickman
- John Hill
- David Isby
- Steve Jackson (estadunidense)
- Jennell Jaquays
- Reiner Knizia
- Wolfgang Kramer
- Eric M. Lang
- Rick Loomis
- Rodger MacGowan
- Tom Meier
- Marc Miller
- Dennis Mize
- Alan R. Moon
- Sandy Petersen
- Michael Pondsmith
- Alex Randolph
- Charles Roberts
- Sid Sackson
- Duke Seifried
- Tom N. Shaw
- Redmond Simonsen
- Kenneth St. Andre
- Michael Stackpole
- Greg Stafford
- Lisa Stevens
- Klaus Teuber
- Don Turnbull
- Jonathan Tweet
- Jim Ward
- Margaret Weis
- Jordan Weisman
- Loren Wiseman
- Reinhold Wittig
- Erick Wujcik
- Lou Zocchi

### Jogos e publicações
- Ace of Aces
- Acquire
- Advanced Dungeons & Dragons *
- Amber Diceless Roleplaying
- Apples to Apples
- Axis & Allies
- Battletech Mechs & Vehicles
- Berg's Review of Games
- BoardGameGeek
- Call of Cthulhu
- Champions
- Chivalry & Sorcery
- Cosmic Encounter
- The Courier
- Diplomacy
- Dragon Magazine
- Dungeons & Dragons *
- Empire
- Fire & Movement Magazine
- GURPS
- Illuminati play-by-mail game
- Mage Knight
- Mage Knight Board Game
- Magic: The Gathering
- MechWarrior 2 & 3
- Middle-Earth Play-By-Mail
- Mythos
- Nuclear War
- Paranoia
- Risk
- The Settlers of Catan
- Squad Leader
- Star Fleet Battles
- Strategy & Tactics
- Traveller
- TwixT
- Vampire: The Masquerade
- Starcraft
- Warhammer Fantasy Battle
- Warhammer 40,000
- Yahtzee

* - Dungeons & Dragons e Advanced Dungeons & Dragons foram considerados diferentes o suficiente para serem introduzidos em ocasiões separadas.